# Музыка со столба
«Музыка со столба» — рассказ российского писателя Виктора Пелевина, опубликованный в 1991 году в составе сборника «Синий фонарь».

## Содержание
«Музыка со столба» вместе с рассказами «Реконструктор (Об исследованиях П. Стецюка)», «Оружие возмездия» и «Откровение Крегера» составляет единый цикл произведений в жанре альтернативной истории. Сюжеты этих рассказов перекликаются.
В начале рассказа рабочий Матвей читает на журнальной странице изложение идей американского физика о существовании точек пространства, которые находятся на разных эволюционных линиях, но в то же время являются их пересечением: «переход через такую точку приведет к тому, что вместо события „А1“ области „А“ начнет происходить событие „Б1“ области „Б“. Но событие, происходившее в области „А“, теперь будет событием, происходящим в области „Б“». Данная цитата описывает композиционную структуру рассказа, где сознание героя разделяется, переплетаются сон и реальность.
Матвей вместе с двумя коллегами хочет выпить водки в начале рабочего дня, но поскольку магазин закрыт и денег нет, они решают опьяниться, наевшись мухоморов. Под влиянием грибов у персонажей начинаются галлюцинации. В сознании Матвея возникает «Музыка со столба», после чего «Что-то забитое, изувеченное и загнанное в самый глухой и темный угол Матвеевой души зашевелилось и робко поползло к свету, вздрагивая и каждую минуту ожидая удара. Матвей дал этому странному непонятно чему полностью проявиться и теперь глядел на него внутренним взором, силясь понять, что же это такое. И вдруг заметил, что это непонятно что и есть он сам, и это оно смотрит на все остальное, только что считавшее себя им, и пытается разобраться в том, что только что пыталось разобраться в нем самом».
Затем в подсобке герои видят фрагмент сериала «Семнадцать мгновений весны», а потом садятся в кузов грузовика и едут на работу. Там и происходит раздвоение сознания героя: Матвей становится Гиммлером, едущим в бронетранспортёре вместе с Гитлером, но в то же время он продолжает оставаться самим собой. Пелевин рассуждает на тему того, что люди склонны цепляться за реальность. В галлюцинациях Матвея Гитлер говорит: «…почему мы так боимся что-то потерять, не зная даже, что мы теряем? Нет, пусть уж лопухи будут просто лопухами, заборы — просто заборами, и тогда у дорог снова появятся начало и конец, а у движения по ним — смысл. Поэтому давайте наконец примем такой взгляд на вещи, который вернет миру его простоту, а нам даст возможность жить в нем, не боясь ждущей нас за каждым завтрашним углом ностальгии…».
«Музыка со столба» перекликается с рассказом «Откровение Крегера», где Гиммлер говорил «Вам никогда, случайно, не снилось, что вы едете в кузове ободранного грузовика неизвестно куда, а вокруг вас сидят какие-то монстры?». Таким образом, события рассказа «Откровение Крегера» могли быть галлюцинацией Матвея или же поездка Матвея являлась сном Гиммлера. Пелевин не даёт однозначного ответа на вопрос, какой из двух рассказов реальность, а какой — сон.
В рассказе встречается и другое переплетение реальностей. В самом начале Матвей читает на обрывке журнальной страницы фрагмент «…первый отдел Минздрава, в чужой стране — свою. Интеллигент…». Этот фрагмент оказывается частью самого рассказа «Музыка со столба», где автор рассуждает о Штирлице.